# Сіверські клейноди
«Сіверські клейноди» — академічний ансамбль пісні і танцю Чернігівського обласного філармонійного центру фестивалів і концертних програм, розпочав свою діяльність в жовтні 2002 року. Художній керівник та головний диригент Андрій Лоєвець (з 2023 року). До 2023 року посаду художнього керівника займав Сергій Вовк.

## Історія
Ансамбль засновано наприкінці 2002 року. До складу ансамблю ввійшли хорова, оркестрова та хореографічна група, які загалом налічували 57 осіб.
У 2008 році отримав звання «академічного».

### Виступи на подіях
24 травня 2008 року ансамбль виступав на VI Всеукраїнській виставці сільського зеленого туризму. У 2010 році виступав на фестивалі Трипільське коло.
В 2012 році створено дитячу мистецьку студію (ДМС) при академічному ансамблі пісні і танцю «Сіверські клейноди».

## Творчість
Ансамбль відомий інноваційним підходом до представлення народного мистецтва — пісень та танців. Мистецтвознавці підкреслюють високу автентичність його вистав, що спирається на етнографічні дослідження.
Основу репертуару колективу складають народні пісні Сіверщини. Задля їх підготовки колектив здійснює етнографічно-пошукову роботу. Лише за перші 10 років діяльності ансамбль включив до своєї програми 40 місцевих народних пісень. Крім того, було розроблено 15 вокально-хореографічних композицій, 12 хореографічних картин, 22 композиції оркестрової групи, 6 концертних програм. Загалом керівник ансамблю Сергій Вовк спрямовував роботу на театралізацію хорової та хореографічної програми.
Ансамбль звертається і до козацької тематики В. Вітковський поставив танець «Сіверська старшина», де через металічний брязкіт підошв і бубнів передав спілкування козацької старшини. У вокально-хореографічній композиції «За нашою границею» використав прийоми пластики танцю-модерн для передачі прощання жінок з козаками.
Колективом ансамблю підготовано аудіоальбом «Душа Сіверщини», уперше презентований 2018 року, який охоплює народні пісні Чернігівщини.

## Нагороди

### Хорова група
- Лауреати Всеукраїнського фестивалю «Козацькому роду нема переводу» (Донецьк, 2003, 2006)
- Лауреати Міжнародного фестивалю «Дніпровські голоси» (Дубровно, Білорусь, 2003)
- Диплом фестивалю Приазов'я «Співоча трієра» (Новоазовськ, 2004)
- Лауреати та дипломанти міжнародного  фестивалю «Internationales adventsingen» (Відень, Австрія, 2005)
- І місце у жанрі «Український автентичний фольклор» за напрямком «Гуртовий спів» на Чернігівському обласному відбірковому конкурсі на XII Всеукраїнський фестиваль сучасної пісні та популярної музики «Червона рута-2011»

### Хореографічна група
- Лауреати І Всеукраїнського фестивалю-конкурсу народної хореографії ім. П. Вірського (2003)
- Дипломанти Міжнародного фестивалю «Sudmalinas» (Рига, Латвія, 2005)

### Інструментальна група
- Лауреат І-го ступеню в номінації «Ансамблі народних інструментів» на Всеукраїнському фестивалі-конкурсі народної музики «Чумацький шлях» (Нова Каховка, 2006)